# مارتیروس مانوکیان
مارتیروس مانوکیان (ارمنی: Մարտիրոս Մանուկյան؛ زاده ۵ اوت ۱۹۴۷) یک نقاش اهل ارمنستان-ایالات متحده آمریکا است.

## زندگی‌نامه
مانوکیان نقاشی کردن را به صورت جدی از سن ۱۱ سالگی شروع کرد. در سال ۱۹۶۷ وارد «آکادمی هنر ایروان» شد. وی همچنین در مسکو و لنینگراد آموزش دید. هنگامی که تنها ۲۶ سال سن داشت در «اتحادیه هنرمندان اتحاد شوروی» پذیرفته شد. نخستین نمایش خویش را در سال ۱۹۷۲ در ایروان برگزار کرد. وی تا سال ۱۹۸۷ زمانی که به ایالات متحده آمریکا مهاجرت نمود در نمایشگاه‌های بسیاری شرکت کرد. وی هم‌اکنون در آمریکا زندگی می‌کند.